# Fleshgod Apocalypse
Fleshgod Apocalypse talijanski je tehnički death metal sastav iz Rima, koji u svojoj glazbi koristi i simfonijske elemente.

## O sastavu
Osnovan je 2007., te godinu kasnije objavljuju split album Da Vinci Death Code sa sastavima Modus Delicti, Onirik i Septycal Gorge, nakon čega kreću na europsku turneju, na kojoj su između ostalih nastupali sa sastavima Behemoth, Dying Fetus, Hate Eternal, Suffocation i Napalm Death. Godine 2009. objavljuju svoj prvi studijski album, Oracles pod izdavačkom kućom Willowtip Records, te su iste godine nastupali u Hrvatskoj na INmusic fesivalu. Nakon toga objavljuju EP Mafia s četiri pjesme te obradom "Blinded by Fear" sastava At the Gates. U svibnju 2011. potpisuju ugovor s izdavačkom kućom Nuclear Blast te objavljuju svoj drugi studijski album, Agony, za čije su pjesme, "The Violation" i "The Forsaking", snimili i glazbene spotove. Nakon toga kreću na turneju na kojoj su nastupali sa sastavima Whitechapel, The Black Dahlia Murder i Decapitated te po drugi put sviraju u Hrvatskoj, na Metalfestu u Zadru. U kolovozu 2013. objavljuju svoj treći studijski album Labyrinth, konceptualni album temeljen na mitu o labirintu iz Knosa te njegovom analogijom s današnjim vremenima. Njihov četvrti album, King, bio je objavljen 2016. godine te je također konceptualan, a bavi se "starim svijetom koji se pomalo približava kraju" i kraljem koji je "jedini pozitivan lik u cijeloj priči".

## Članovi sastava
Sadašnja postava
- Paolo Rossi - bas-gitara, "čisti" vokali (2007.–)
- Cristiano Trionfera - gitara, vokal, orkestralne kompozicije (2007.–)
- Francesco Paoli - gitara (2007.–), vokali (2007. – 2009., 2017.-), prateći vokali, bubnjevi (2009. – 2017.)
- Francesco Ferrini - klavir (2010.–)
- David Folchitto - bubnjevi (2017.-)
- Fabio Bartoletti - gitara (2017.-)

Bivši članovi
- Francesco Struglia - bubnjevi (2007. – 2009.)
- Tommaso Riccardi - vokal, gitara (2009. – 2017.)

## Diskografija
Studijski albumi
- Oracles (2009.)
- Agony (2011.)
- Labyrinth (2013.)
- King (2016.)
- Veleno (2019.)

EP-ovi
- Mafia (2010.)

Split albumi
- Da Vinci Death Code (2008.)

## Vanjske poveznice
- Službena stranica